# Jan Vorel (fotbalista)
Jan Vorel (* 1. září 1978, Praha) je bývalý český fotbalový obránce, naposledy působil v týmu FK Dukla Praha. Mimo ČR hrál ještě na Kypru.

## Klubová kariéra
Začínal v pražské Viktorce, poté přestoupil do Dukly Praha a od čtrnácti let působil v Blšanech. Kromě sezony 1996/97, kdy byl na hostování v Horních Počernicích, byl v Blšanech. V létě 2006 odešel na hostování do Slavie, odkud se vrátil zpět do Blšan. V červenci 2007 přestoupil do kyperského klubu Aris Limassol, smlouvu podepsal na 2 roky. Poté se v roce vrátil do Čech a v lednu 2009 přestoupil do Dukly Praha.
17. března 2013 dostal už ve 22. sekundě zápasu proti domácí Viktorii Plzeň červenou kartu, jednalo se o nejrychlejší vyloučení v historii Gambrinus ligy. Dukla Praha zápas prohrála 0:4.
V srpnu 2013 dostal trest od disciplinární komise, zákaz startu ve čtyřech utkáních za červenou kartu za faul na hráče Slavie Praha Dávida Škutku během utkání 4. ligového kola. Šlo o skluz oběma nohama. Profesioniální kariéru ukončil před sezónou 2015/16.

## Reprezentace
Vorel odehrál několik zápasů za české reprezentační výběry do 18, 20 a 21 let. V roce 1998 odehrál tři utkání za český reprezentační B-výběr na turnaji v čínské Šanghaji. Postupně hrál proti TSV 1860 München (výhra 1:0), Ramplas Juniors (prohra 1:2) a FC Šanghaj (výhra 3:0).